# ریچارد نگ
ریچارد نگ (انگلیسی: Richard Ng؛ زادهٔ ۱۷ دسامبر ۱۹۳۹ - ۹ آوریل ۲۰۲۳) که با نام ریچارد وو هم شناخته می‌شود، بازیگر اهل هنگ کنگ بود که در چین به دنیا آمد. وی مدتی ساکن لندن بود و در همانجا تحصیل کرد.
از فیلم‌ها یا مجموعه‌های تلویزیونی که وی در آن‌ها نقش داشته‌است، می‌توان به معجزه، روزی روزگاری در چین و آمریکا، لارا کرافت: مهاجم مقبره - گهواره حیات، کارآگاهان خصوصی، اکسپرسو، پام پام، کارآگاه دی: راز شبح آتشین و مجرم‌یاب اشاره نمود.